# Stylophora wellsi
Espèce
Statut CITES
Stylophora wellsi est une espèce de coraux appartenant à la famille des Pocilloporidae.